# Felcser

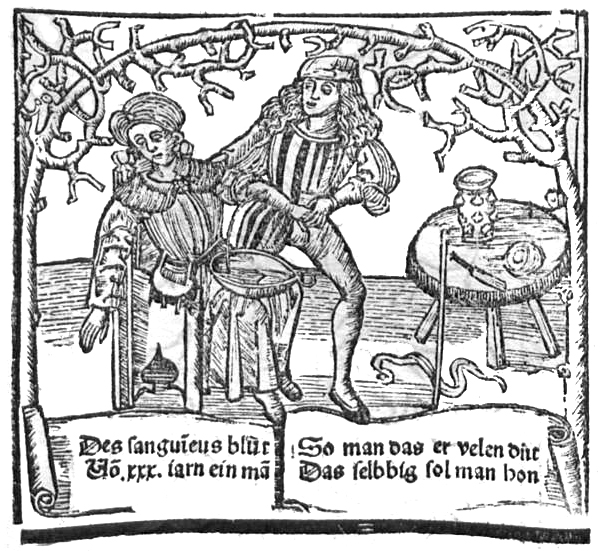
Érvágás

A felcser szó leggyakoribb mai jelentései: tábori seborvos, „orvossegéd”, valamint átvitt értelemben kétes szaktudású, botcsinálta orvos. A kifejezés jelentése történeti időszakonként és országonként eltérő lehetett.  
Néhány országban a 20. században az orvoshiány enyhítésére érettségizett fiatalokat 2–3 és fél éves szakképzésben részesítettek, hogy képesek legyenek egyszerűbb orvosi feladatok ellátására. Magyarországon például a közegészségügyi-járványügyi ellenőrök képzése és feladatköre részben megfelelt a felcserekének.

## A szó eredete
A „felcser” szó a régi katonai nyelvből származik: a német Feldscher vagy korábbi formájában Feldscherer („tábori borbély, seborvos”) rövidült formája. Az összetétel a Feld („föld, mező, katonai tábor”) és a Scherer („nyíró, borbély”) elemekből áll, utóbbi a scheren („nyírni, vágni”) igéből.  
A borbélyok a középkortól kezdve nemcsak haj- és szakállnyírást végeztek, hanem a fejbőr, a fogak és az arc sebészeti, fogászati és egyéb ápolási feladatait is ellátták. A „barber-surgeon” hagyományban így az orvosi és borbélyi funkciók egyesültek.

## Története

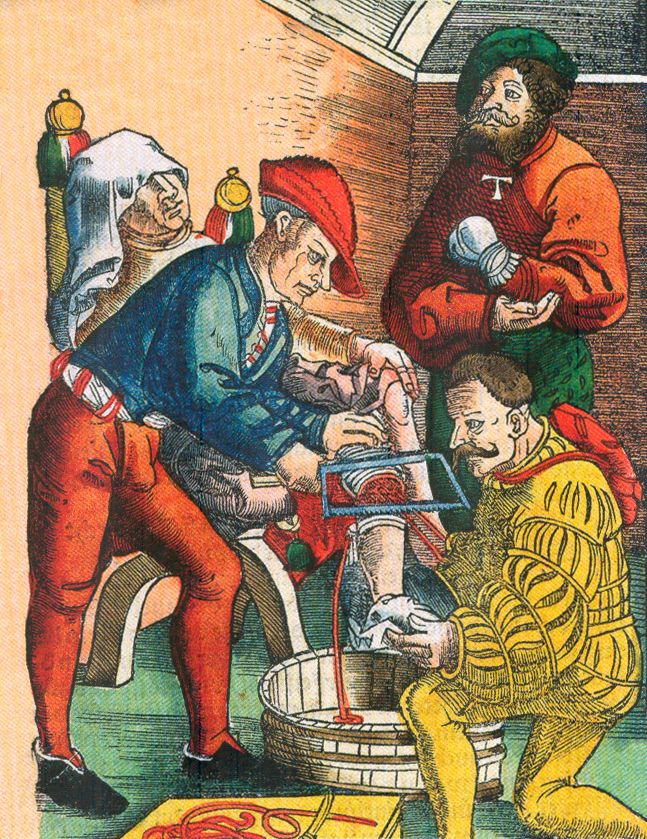
Amputálás

A sebészet – a sebek, sebesülések (beleértve a ficamok, rándulások és húzódások ellátását) – a középkorban és a kora újkorban nem feltétlenül orvosok, hanem borbélyok, csontkovácsok, majd később felcserek és seborvosok feladata volt. A borbélyok rendelkeztek a szükséges alapvető eszközökkel, fertőtlenítő szerekkel és tapasztalattal a sebek kezelésében.  
A felcserek kialakulása a 17–18. századi hadseregekben szorosan összefüggött a háborús sebesülések gyors ellátásának szükségletével. A kiképzett tábori orvosok mellett dolgozó segédeket speciális egészségügyi képzésben részesítették, amely a sebek ellátásán, kisebb beavatkozásokon, valamint a betegek szállításán és ápolásán alapult. A 19. század végén például az orosz hadseregben altiszti rangú, külön felcseriskolákban képzett egészségügyi segédek szolgáltak.

## Magyarországi felcserképzés
A magyarországi gyakorlatban a felcser a katonai egészségügyi rendszer egyik alapvető szereplője volt. A 20. században a polgári egészségügyben is alkalmaztak hasonló végzettségű szakembereket, főként orvoshiányos időszakokban. Érettségizett fiatalok számára indítottak 2–3,5 éves speciális egészségügyi képzéseket, amelyek az alapvető orvosi feladatok ellátására készítettek fel, de nem helyettesítették a teljes orvosi diplomát.  
A felcserek a kórházi és járóbeteg-ellátásban is részt vehettek, kisebb sebészeti beavatkozásokat végezhettek, injekciókat adhattak be, sebeket láthattak el, valamint a betegmegfigyelés és az adminisztráció is feladatuk lehetett. Munkájuk egyes vonásokban rokonítható a mai egészségügyi asszisztensek, illetve a közegészségügyi-járványügyi ellenőrök munkájával.

## Nemzetközi kitekintés
A felcser intézménye több európai országban is meghatározó volt a 17–20. század között:  
- Német területek – A Feldscher elnevezés a Német-római Birodalomban és a későbbi porosz hadseregben szabványosított katonai beosztás volt. Feladatuk a sebesültek első ellátása, amputációk előkészítése, sebek fertőtlenítése és kötözése.[5]
- Oroszország – A 19. század végéig működtek altiszti rangú felcserek, akik külön katonai orvosi iskolákban szereztek képesítést. Feladatuk a frontvonalon történő sürgősségi beavatkozás és a sérültek evakuálása.[6]
- Nagy-Britannia – A „surgeon’s mate” és később a „medical orderly” hasonló funkciókat töltött be, de a 19. század közepétől inkább szakképzett ápolók vették át a feladatokat.
- Franciaország – A „chirurgien major” segédei (aide-major) látták el a felcserhez hasonló funkciókat, különösen a napóleoni háborúk idején.

A 20. század közepére a legtöbb országban a felcser intézménye megszűnt, feladataikat hivatásos ápolók, egészségügyi altisztek vagy orvosi asszisztensek vették át.  

## Feladatkör
A felcserek feladatai országonként és korszakonként változtak, de jellemzően az alábbiakat foglalták magukba:  
- Sebellátás – vágott, szúrt, lőtt sebek tisztítása, fertőtlenítése, kötözése.
- Alapvető sebészeti beavatkozások – kisebb amputációk segítése, vérzéscsillapítás, ideiglenes gipszrögzítés.
- Gyógyszerelés – fájdalomcsillapítók, fertőtlenítőszerek, egyszerű gyógyszerek adagolása.
- Diagnosztikai előkészítés – lázmérés, pulzus- és légzésszám-ellenőrzés, kórlap előkészítése.
- Betegek mozgatása – sebesültek hordágyon, szekéren vagy más módon való szállítása a tábori kórházba.
- Egészségügyi adminisztráció – sebesültek és betegek nyilvántartása, egészségügyi jelentések készítése.

Háborús körülmények között a felcserek gyakran az elsődleges ellátást nyújtották a harctéren, sokszor életmentő beavatkozásokat végezve. Békében feladataik kórházi, rendelői vagy járványügyi munkában folytatódtak.  

## Megszűnése és öröksége
A felcser intézménye a 20. század második felére fokozatosan megszűnt, mivel a korszerű egészségügyi rendszerekben egyre inkább szakképzett ápolók, mentőtisztek és orvosi asszisztensek vették át feladataikat. A katonai egészségügyben a felcser funkcióit az egészségügyi altiszti képzés, valamint a harctéri mentősök (combat medic) látták el.  
Bár a felcser elnevezés ma már ritkán használatos, történeti szerepe jelentős a hadtörténet és az orvostörténet szempontjából. A fogalom öröksége a katonai és polgári egészségügyben ma is tetten érhető, különösen a sürgősségi ellátásban dolgozó középfokú egészségügyi szakemberek munkájában.  